# Rutgerskolan

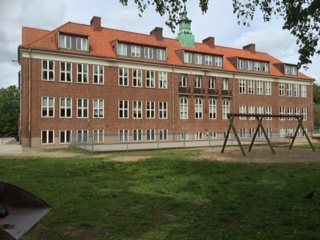
Rutgerskolan

Rutgerskolan är en grundskola i Skurup i Skurups kommun.

## Skolbyggnaden
Rutgerskolan togs i bruk den 8 januari 1926. Skolan byggdes av Skurups byggmästare Jöns Jönsson.. Skolan var hans sista storbygge i Skurup. Rutgerskolan byggdes när den Palinska och Mackleanska skolan i Skurup upphörde att vara skolor. Den Mackleanska skolan var den första centrala skolan i Skurup som byggdes 1846. Den palinska skolan byggdes 1888 då elevantalet i Skurup ökade. 
Byggnaden består av tre plan och en källare. Källarplanet används till fritidshem och där är också en idrottshall. På högsta övervåningen bedrivs det musikundervisning. Skurups kulturskola håller till där med musikundervisning. Första och andra planet består av skolundervisning från klasserna F-3 och har även ett montessorispår för årskurserna F-3. Mariaskolan som låg söder om Mackleanskolan och Rutgerskolan, slogs på våren 2020 ihop med Rutgerskolan när Mariaskolans lokaler dömdes ut pga svamppåväxt i ventilationssystemet. 

## Skolan i media
Många scener i Edvard Perssons film Blå himmel spelades in på Rutgerskolan.

## Verksamhet
Rutgerskolan är en kommunal grundskola för klasserna F-3.
Det går ca 270 elever på skolan.
Skolan börjar kl. 08:30 för alla elever på skolan.

## Kören
Alla elever som går i klass 2 och uppåt får tillgängligheten att börja i skolans kör som pågår i 40 minuter en gång varje vecka.                                                                                                     Skolkören uppträder sedan på vissa evenemang skolan har, evenemangen där kören deltar är ’’Hela Skolan sjunger’’ där eleverna sjunger tillsammans för att skapa en gemenskap i skolan.    Kören sjunger även när det är skolavslutning som hålls i Skurups kyrka.                                                                                                                                                                                                 När vinteravslutningen närmar sig så har skolan en gammal tradition där kören har sin årliga Luciauppvisning.